# Русский исторический журнал
«Русский исторический журнал» (годы издания 1917—1922) — периодическое историческое издание Российской Академии наук, главным редактором и основателем которого был историк-византинист В. Н. Бенешевич.
Организация и издание журнала изначально были личной инициативой историка профессора Петроградского университета Владимира Николаевича Бенешевича, членами редакции стали известные историки М. А. Дьяконов, М. Д. Приселков, С. В. Рождественский. С 1918 года издание перешло под эгиду Российской Академии наук. Журнал задумывался в качестве регулярного научного издания с периодичностью шесть выпусков в год, но в тяжёлых условиях революционных преобразований и Гражданской войны в России до 1922 года вышло лишь восемь томов издания. С журналом сотрудничали многие видные российские историки. В журнале публиковались научные статьи, историографические обзоры, рецензии, хроника научной жизни.